# Cái nôi của nhân loại
Cái nôi của loài người hay Cái nôi của nhân loại là một biệt danh của một khu vực cổ sinh vật học nằm cách 50 km (31 mi) về phía tây bắc của Johannesburg, thuộc tỉnh Gauteng, Nam Phi. Nó được tuyên bố là một Di sản thế giới của UNESCO từ năm 1999, Địa điểm với diện tích 47.000 ha có chứa một quần thể các hang động đá vôi. Tên đăng ký của nó trong danh sách Di sản thế giới là Các địa điểm hóa thạch người ở Nam Phi.
Các hang động Sterkfontein là một địa điểm đáng chú ý, nơi có các hóa thạch 2,3 triệu năm tuổi của loài Australopithecus africanus (có biệt danh là "Bà Ples") được tìm thấy vào năm 1947 bởi Robert Broom và John T. Robinson. Một trong những hiện vật nổi tiếng ở đây là hộp sọ Australopithecus africanus chưa thành niên được phát hiện vào năm 1924 được gọi là "Em bé Taung", bởi Raymond Dart, tại Taung ở Tây Bắc của Nam Phi, nơi công tác khai quật vẫn tiếp tục.
Gần đó là một địa điểm khảo cổ nhưng không nằm trong danh sách Di sản thế giới là hang động Rising Star, nơi có chứa buồng hóa thạch Dinaledi, nơi đã phát hiện ra mười năm bộ xương của một loài trong Tông Người đã tuyệt chủng tạm đặt là Homo naledi.
Chỉ riêng tại Sterkfontein đã phát hiện ra hơn một phần ba hóa thạch vượn nhân hình đầu tiên từng được tìm thấy trước năm 2010. Dinaledi chứa hơn 1.500 mẫu hóa thạch của loài Homo naledi, là phát hiện lớn nhất về một loài vượn nhân hình duy nhất từng được tìm thấy ở Châu Phi.

## Tên nguyên
Cái tên này phản ánh thực tế rằng, đây là nơi đã phát hiện ra một lượng lớn các hóa thạch lâu đời nhất của Tông Người từng được tìm thấy, một số có niên đại khoảng 3,5 triệu năm trước.